# Alexander Titov
Alexander Veniaminovich Titov (Leningrad, avui Sant Petersburg, 13 d'abril de 1954) és un director d'orquestra i professor de música rus. Va ser director artístic i director en cap de l'Orquestra Simfònica Acadèmica Estatal de Sant Petersburg (2007-2013) i des del 2017 és professor del Conservatori de Sant Petersburg.
Alexander Titov va estudiar al Conservatori Estatal Rimsky-Korsakov de Leningrad en tres camps diferenciats: direcció coral (amb el professor Anatoli Mikhàilov) i piano (amb el professor V. Gentsler), graduat el 1976, i direcció operística-simfònica (amb el professor Ilya Musin), graduat el 1981.
El 1981 va assumir el càrrec de professor d'òpera i direcció simfònica al Conservatori. Va començar la seva carrera de director com a assistent de Guennadi Rojdéstvenski i Mstislav Rostropóvitx, i des de llavors s'ha convertit en un dels principals directors de Rússia. És convidat habitual de l'Orquestra del Teatre Mariinsky, l'Orquestra del Teatre Bolxoi i l'Orquestra Simfònica Escocesa de la BBC. A més, dirigeix molts dels millors conjunts de Sant Petersburg. Ha realitzat nombroses gires. Col·labora regularment amb l'Orquestra Simfònica Escocesa de la BBC.

## Publicacions
- 2008
  - Simfonia nº. 23, de Nikolai Miaskovski, Orquestra Simfònica Estatal de Sant Petersburg dirigida per Alexander V. Titov, Northern Flowers (NF/PMA9966)
  - Simfonia nº. 22, de N. Myaskovsky, Orquestra Simfònica Estatal de Sant Petersburg dirigida per Alexander V. Titov, Northern Flowers (NF/PMA9966)
  - Simfonia nº. 25, de N. Myaskovsky, Orquestra Simfònica Estatal de Sant Petersburg dirigida per Alexander V. Titov, Northern Flowers (NF/PMA9971)
- 2012
  - Suite "Semyon Kotko", op. 81 bis, de Serguei Prokófiev, Conservatori Estatal de Sant Petersburg sota la direcció d'Alexander V. Titov, Northern Flowers (NFA 9980)[3]

## Reconeixement
- El 1988 va ser premiat del Concurs Internacional Min-On de Tòquio.
- Artista Honorat de la Federació Russa (2004).[4]
- Artista Honorat de la Federació Russa (2018).[5]
- Va ser guardonat amb l'agraïment de l'Assemblea Legislativa de Sant Petersburg (2019).[6]